# Degeeriopsis apocola
Degeeriopsis apocola är en tvåvingeart som beskrevs av Hiroshi Shima 1997. Degeeriopsis apocola ingår i släktet Degeeriopsis och familjen parasitflugor. Inga underarter finns listade i Catalogue of Life.